# 梁靖琪
梁靖琪（英語：Toby Leung Ching Ki，1983年2月27日—），香港女演員及歌手，其父為無綫電視前戲劇分部製作總監梁家樹，其母為前無綫電視藝員部經理蕭笑鳴。

## 經歷
2004年被大國文化唱片公司發掘，與廖雋嘉（Elise）、陳美詩（Macy）及張曼伶（Bella）組成四人組合“女生宿舍”。2006年年初解散，作個人發展。
2009年，梁靖琪因細菌感染鼻，令原本已經為新劇《翻叮一族》開了兩日工的她也要被逼辭演，出院後返家休養。
她現時是婚紗店I dreamation的東主。
2016年4月，梁靖琪約滿無綫電視後離開，結束12年與無綫電視的賓主關係，《味想天開》亦成為其約滿前的告別作。
梁靖琪與閨蜜佘詩曼、湯盈盈、文頌嫻、姚樂怡、周家蔚及鍾麗淇，組成圈中「七魔女」。
2019年，懷有身孕的梁靖琪與老公施雋賢（Jon）、好姊妹鍾麗淇（Margaret）受邀出席慈善晚宴，為國際慈善團體 AIM（Agape International Missions）籌款，拯救一班柬埔寨雛妓。
2021年，正懷有第二胎的梁靖琪復出參與拍攝由其父親梁家樹監制的《家族榮耀》，她指本人與劇中角色「Chelsea」甚相似：一直有付出，希望爭取爸爸的認同。

## 私人生活
2011年12月6日，梁靖琪與拍拖不足一年的圈外男友黃敏豪（Aaron）結婚。2014年2月，被傳媒曝出已與丈夫黃敏豪申請離婚，並已分居八個月。
2019年6月28日，梁靖琪與拍拖近兩年，28歲的圈外男友施雋賢（Jonathan）再婚。8月20日，傳出梁靖琪懷孕4個月的消息，並獲得父親梁家樹確認，但梁本人並未有回應，直到9月16日，梁靖琪在Instagram上正式宣佈懷孕，同年誕下長子。2022年，誕下次子。

## 演出作品

### 電視劇（無綫電視）
| 首播   | 劇名              | 角色             |
| 2004年 | 赤沙印記@四葉草.2 | Toby             |
| 2005年 | 奇幻潮之神奇藥水  | 學 生            |
| 2006年 | 男人之苦          | 高 芬（Fanny）   |
| 2007年 | 歲月風雲          | 華清琳（Linda）  |
| 2007年 | 兩妻時代          | 吾爾烏焦         |
| 2008年 | 師奶股神          | 毛穎珊（Sandy）  |
| 2009年 | ID精英            | 鍾志欣（Yan）    |
| 2009年 | 蔡鍔與小鳳仙      | 莫菁兒           |
| 2010年 | 摘星之旅          | 海美思（Macy）   |
| 2011年 | 花花世界花家姐    | 花麗萍（Jenny）  |
| 2011年 | 團圓              | 何家滿（大滿貫） |
| 2011年 | 荃加福祿壽探案    | 岳 皎            |
| 2012年 | 結·分@謊情式      | 商 雙            |
| 2013年 | 戀愛季節          | 林春芬           |
| 2013年 | 衝上雲霄II        | 童愛蘋（Apple）  |
| 2013年 | My盛Lady          | 林淑樺（Paula）  |
| 2014年 | 廉政行動2014      | 陳思敏（Elaine） |
| 2014年 | 點金勝手          | 何雙菲           |
| 2014年 | 使徒行者          | 趙美賢（賢仔）   |
| 2015年 | 潮拜武當          | 楊晴瑚（蟹妹）   |
| 2015年 | 實習天使          | 邵絲姬（Noddy）  |
| 2017年 | 味想天開          | 阿 丑            |

### 電視劇（其他）
- 2004年：網劇《金甲蟲探偵學院》
- 2007年：香港電台  性本善2007 第三集 -《港女正傳》
- 2016年：中國大陸《致单身男女》
- 2016年：網劇《無間道》蘇晴
- 2018年：網劇《蝕日風暴》林音
- 2022年：網劇《家族榮耀》馬昭慈(Chelsea)
- 2023年：網劇《疊影狙擊》Jessie
- 2024年：網劇《家族榮耀之繼承者》丘芷嵐（Nana)

### 電視節目（無綫電視）
- 2008年：獎門人取犀Game
- 2009年：美女廚房第二輯
- 2011年：福祿壽大假光臨
- 2015年：超強選擇1分鐘
- 2016年：我愛香港

### 電視節目（ViuTV）
- 2019年：友枱VIP（第8集嘉賓）
- 2022年：MM730 - 娛論潮（第29集嘉賓）

### 電影
| 年份   | 片名                        | 角色                |
| 2005年 | 千杯不醉                    | 珊珊                |
| 2006年 | 傷城                        | 女警                |
| 2007年 | 校墓處                      | 黎喜絲              |
| 2008年 | 性工作者2:我不賣身 我賣子宮 | Elaine              |
| 2009年 | 保持愛你                    | Vivian              |
| 2010年 | 72家租客                    | 「頂太Phone」售貨員 |
| 2016年 | 打開我天空                  |                     |
| 2019年 | 獅子山上                    | 溫樂晴              |

### MV
- 梁靖琪：《我們仨》、《你是最重要》、《小樽》、《賤人》
- 古天樂：《吻得到 愛不到》

### TeenPowerWeb J
《Y》（2005年10月21日至2006年6月23日，與Angela、Leo主持）

### 新城知訊台
新香蕉俱樂部嘉賓主持 （2011年10月19日 - ）

## 音樂作品

### 個人專輯
- Bear In Mind(2005)

1. 我們仨
2. 你是最重要
3. 兌換晴天
4. 望星打掛
5. 熊之戀人
6. 後宮佳麗
7. 我們仨 (Remix)

### 女生宿舍專輯
- Life Is Beautiful(2004)

### 未出碟歌曲
- 賤人（2005）
- 小樽（2006）
- 沒了沒完 (鄧健泓、湯盈盈合唱)(電視劇《兩妻時代》主題曲) (2007)
- I Hear Angels (電視劇《摘星之旅》插曲) (2010)

## 派台歌曲成績
註：組合名義的派台歌，請參閱女生宿舍之頁面。
| 派台歌曲成績 | 派台歌曲成績 | 派台歌曲成績 | 派台歌曲成績 | 派台歌曲成績 | 派台歌曲成績 | 派台歌曲成績 |
| ------------ | ------------ | ------------ | ------------ | ------------ | ------------ | ------------ |
| 唱片         | 歌曲         | 903          | RTHK         | 997          | TVB          | 備註         |
| 2005年       |              |              |              |              |              |              |
| Bear In Mind | 我們仨       | 7            | 3            | 1            | 3            | 首支冠軍歌   |
| Bear In Mind | 你是最重要   | 14           | 16           | 4            | 10           |              |
| Bear In Mind | 熊之戀人     | -            | -            | -            | -            |              |
|              | 賤人         | -            | -            | -            | 7            |              |
| 2006年       |              |              |              |              |              |              |
|              | 小樽         | -            | -            | -            | -            |              |

| 903 | RTHK | 997 | TVB | 備註              |
| 0   | 0    | 1   | 0   | 四台冠軍歌總數：0 |

（*）表示上榜中
粗體表示冠軍歌

## 廣告作品
- 香港必勝客電視及平面廣告（2004-2005）

## 曾獲獎項
- 2005年度新城勁爆頒獎禮 - 勁爆新登場女歌手
- 2005年勁歌金曲優秀選第一回得獎歌曲 - 我們仨
- 2005年度十大勁歌金曲頒獎典禮 - 最受歡迎女新人 (銅獎)
- 2005年度RoadShow至尊音樂頒獎禮 - 至尊潛力新人
- 第二十七屆十大中文金曲頒獎禮 - 最有前途新人獎（組合）銅獎
- 新城勁爆頒獎禮2004 - 勁爆新人王（組合）
- 勁歌金曲2004優秀選第二回 - 新星試打
- Yahoo!搜尋人氣大獎2004 - 演藝新力軍組別
- 廣州電台2004年金曲金榜頒獎晚會 - 港台金曲獎「全女打」，新登場女組合大獎
- PM第三屆樂壇頒獎禮 - PM火熱概念組合新人獎
- PM第三屆人氣歌手奪標頒獎禮 - PM新進閃爍女子組合
- 2004年音樂先鋒榜 - 廣東最受歡迎女子組合獎金獎

## 外部連結
- 梁靖琪的Facebook專頁
- 梁靖琪的新浪微博
- 梁靖琪的Instagram帳戶
- 梁靖琪在香港影庫上的簡介
- 梁靖琪的Blog （页面存档备份，存于）